# ألان نيوتن
ألان نيوتن (بالإنجليزية: Alan Newton)‏ (6 أبريل 1894 في أستراليا - 27 مارس 1979 في أستراليا) هو لاعب كريكت أسترالي. لعب مع فريق تسمانيا للكريكت.

## وصلات خارجية
- ألان نيوتن على موقع إي آس بي آن كريك إنفو (الإنجليزية)